# Бановский сельский совет (Приморский район)
Бановский сельский совет (укр. Банівська сільська рада) — упразднённая административная единица в составе
Приморского района
Запорожской области
Украины.
Административный центр сельского совета находился в 
с. Бановка.

## История
- 1861 — дата образования.

## Населённые пункты совета
- с. Бановка